# 65 a.C.

## Eventos
- Lúcio Aurélio Cota e Lúcio Mânlio Torquato, cônsules romanos.
- Décimo ano da Terceira Guerra Mitridática contra Mitrídates VI do Ponto, sob o comando geral do general Pompeu.
  - Campanha de Pompeu no Cáucaso.
  - Começa a campanha de Pompeu na Síria.
- Júlio César é eleito edil e organiza jogos memoráveis que incluem o desvio do rio Tibre para uma reapresentação no Circo Máximo

## Nascimentos
- 8 de Dezembro - Horácio, poeta